# Hortensia Heks
Hortensia Heks is een Walt Disney-personage. Ze is een goedaardige heks die vooral bekend is geworden van doorgaans korte stripverhalen. 
Haar oorspronkelijke Engelse naam is Witch Hazel. Dit is een toespeling op witch-hazel, de Engelse naam voor de toverhazelaar.  In oudere filmpjes heet ze ook wel Hazel.

## Uiterlijk
Ze draagt volledig zwarte kleren en een erg grote puntmuts. Ook heeft ze een enorm uitstekende kin.

## Achtergrond
Hortensia Heks was oorspronkelijk een bijfiguur in Trick or Treat, een tekenfilm uit 1952 met in de hoofdrol Donald Duck en de drie neefjes, die werd geregisseerd door Jack Hannah. In dit filmpje helpt Hortensia de neefjes van Donald het snoep van hun oom tijdens Halloween afhandig te maken. De stem van Hortensia werd hier vertolkt door stemactrice June Foray. Stripmaker Carl Barks maakte in datzelfde jaar een stripverhaal dat was gebaseerd op de tekenfilm. In 1978 werd dit verhaal in het Nederlands gepubliceerd in het weekblad Donald Duck in de nummers 8, 9 en 10, onder de titel Monsterlijke maskerade. In 1984 verscheen het in de stripreeks De beste verhalen van Donald Duck in deel 39, Donald Duck als kwelgeest.
Enige tijd later bedacht tekenfilmregisseur Chuck Jones voor de Merrie Melodies/Looney Tunes-tekenfilmpjes ook een heks met de naam Witch Hazel. Weliswaar ziet dit personage er anders uit, maar ook voor deze heks leende June Foray haar stem. Dit gebeurde voor het eerst in een Bugs Bunny-tekenfilm in 1954.
Daarnaast komt Hortensia Heks voor in Donald Duck-pocket nr. 10, Mickey Mouse contra Hortensia Heks uit 1981, waarin zij Goofy tegen het lijf loopt. Hij gelooft niet dat tovenarij bestaat. Hortensia is vastberaden om hem te overtuigen, maar steeds mislukt dit weer. Deze twist speelt zich in deze pocket voornamelijk af in de raamvertelling met tekeningen van de Italiaanse tekenaar Giuseppe Perego. Daarnaast speelt ze in deze pocket nog een rol in het verhaal De toverraket, met tekeningen van de Italiaanse tekenaar Luciano Bottaro.
In de meest korte stripverhalen die in het weekblad Donald Duck verschenen, is Hortensia Heks de beste vriendin van Madam Mikmak. De twee heksen komen vaak bij elkaar over de vloer. Samen beleven ze allerlei kleine avonturen, waarbij doorgaans alles misgaat doordat ze allebei erg onhandig zijn in hun toverkunsten. 

## Stem
De Amerikaanse stem van Hortensia Heks werd gedaan door June Foray. In het Nederlands is dit Maria Lindes.

## Varia
- Hortensia Heks heeft een bezem (genaamd Beëlzebub) waarop ze 's nachts rondvliegt. Deze bezem kan in sommige verhalen zelf praten en denken.